# Codimensiune
În matematică codimensiunea este o noțiune geometrică fundamentală care se aplică la subspații ale spațiilor vectoriale, la subvarietăți ale varietăților și submulțimi adecvate dintre varietăților algebrice.
Pentru varietățile afine și varietățile algebrice proiective, codimensiunea este egală cu înălțimea idealului definitoriu. Din acest motiv, înălțimea unui ideal se numește adesea codimensiunea sa.
Conceptul dual este dimensiunea relativă.

## Definiție
Codimensiunea este un concept relativ: este definit doar pentru un obiect în interiorul altui obiect. Nu există o „codimensiune a unui spațiu vectorial (în mod izolat)”, ci doar codimensiunea unui „subspațiu” vectorial.
Dacă W este un subspațiu liniar al unui spațiu vectorial de dimensiune finită V, atunci codimensiunea lui W în V este diferența dintre dimensiuni:
{\displaystyle \operatorname {codim} (W)=\dim(V)-\dim(W).}
El este complementul dimensiunii lui W, prin aceea că dimensiunea W se adaugă la codimensiunea sa pentru a se ajunge la dimensiunea spațiului cuprinzător V:
{\displaystyle \dim(W)+\operatorname {codim} (W)=\dim(V).}
Similar, dacă N este o subvarietate din M, atunci codimensiunea lui N în M este
{\displaystyle \operatorname {codim} (N)=\dim(M)-\dim(N).}
La fel cum dimensiunea unei subvarietăți este dimensiunea fibratului tangent⁠(d) (numărul de dimensiuni transferate subvarietății), codimensiunea este dimensiunea fibratului normal⁠(d).
În general, dacă W este un subspațiu liniar al unui spațiu vectorial (posibil infinit dimensional) V atunci codimensiunea lui W în V este dimensiunea (posibil infinită) a spațiului cât⁠(d) V/W, care este cunoscută mai abstract sub numele de conucleu⁠(d) a incluziunii. Pentru spațiile vectoriale cu dimensiuni finite, acest lucru este în acord cu definiția anterioară
{\displaystyle \operatorname {codim} (W)=\dim(V/W)=\dim \operatorname {coker} (W\to V)=\dim(V)-\dim(W),}
și este dualul dimensiunii relativă a nucleului⁠(d).
Subspațiile codimensionale finite ale spațiilor cu dimensiuni infinite sunt deseori utile în studiul spațiilor vectoriale topologice⁠(d).

## Aditivitatea codimensiunilor și numărarea dimensiunilor
Proprietatea fundamentală a codimensiunii constă în relația sa cu intersecția: dacă W1 are codimensiunea k1 și W2 are codimensiunea k2, atunci dacă U este intersecția cu codimensiunea j, există
max (k1, k2) ≤ j ≤ k1 + k2.
De fapt j poate lua orice valoare întreagă din acest interval. Această afirmație este mai intuitivă decât traducerea în termeni de dimensiuni deoarece membrul drept al ecuației este suma codimensiunilor. În cuvinte
codimensiunile (cel mult) adaugă.
Dacă subspațiile sau subvarietățile intersectează transversal, codimensiunile se adaugă exact.
Această afirmație este numită numărarea dimensiunilor.

## Interpretare duală
În spațiul dual⁠(d) este destul de evident de ce se adaugă dimensiunile. Subspațiile pot fi definite prin dispariția unui anumit număr de forme liniare⁠(d), care dacă se consideră a fi liniar independente⁠(d), numărul lor este codimensiunea. Prin urmare, U este definit prin reuniunea mulțimilor de forme liniare care definesc Wi. Această reuniune poate introduce un anumit grad de dependență liniară: valorile posibile ale lui j exprimă această dependență, suma din membrul drept al ecuației fiind cazul în care nu există dependență. Această definiție a codimensiunii prin numărul de forme necesare pentru separarea unui subspațiu se extinde la situații în care atât spațiul conținător, cât și subspațiul sunt infinite dimensional.